# Кетмень (село)
Кетмень (каз. Кетпен) — село в Уйгурском районе Алматинской области Казахстана. Административный центр Кетменского сельского округа. Находится примерно в 70 км к востоку-юго-востоку (ESE) от села Чунджа, административного центра района, на высоте 1459 метров над уровнем моря. Код КАТО — 196645100.

## История
Село основано в 1930 году как центр овцеводческого хозяйства «Красное Знамя». В 1997 году на основе предприятия были созданы частные хозяйства и товарищества.

## Население
В 1999 году численность населения села составляла 2728 человек (1398 мужчин и 1330 женщин). По данным переписи 2009 года, в селе проживало 2689 человек (1355 мужчин и 1334 женщины).

## Топографические карты
- Лист карты K-44-17 Кетмень. Масштаб: 1 : 100 000. Состояние местности на 1987 год. Издание 1991 г.